# Kåseberga
Kåseberga je přímořská vesnice v distriktu Valleberga v okrese Ystad v jižním Švédsku. Nachází se na jižním pobřeží kraje Skåne na pobřeží Baltského moře v chráněné krajinné oblasti Hammars backar – Kåsebergaåsen.

## Další informace
Centrální ulice vesnice Kåseberga se nazývá Ales väg a vede obloukem od severu až k jihu k malému rybímu přístavu s obchody a restauracemi. Známé jsou místní útesy s prehistorickou kamennou lodí Ales stenar. Místo celoročně navštěvuje velké množství turistů a sportovců.

## Galerie

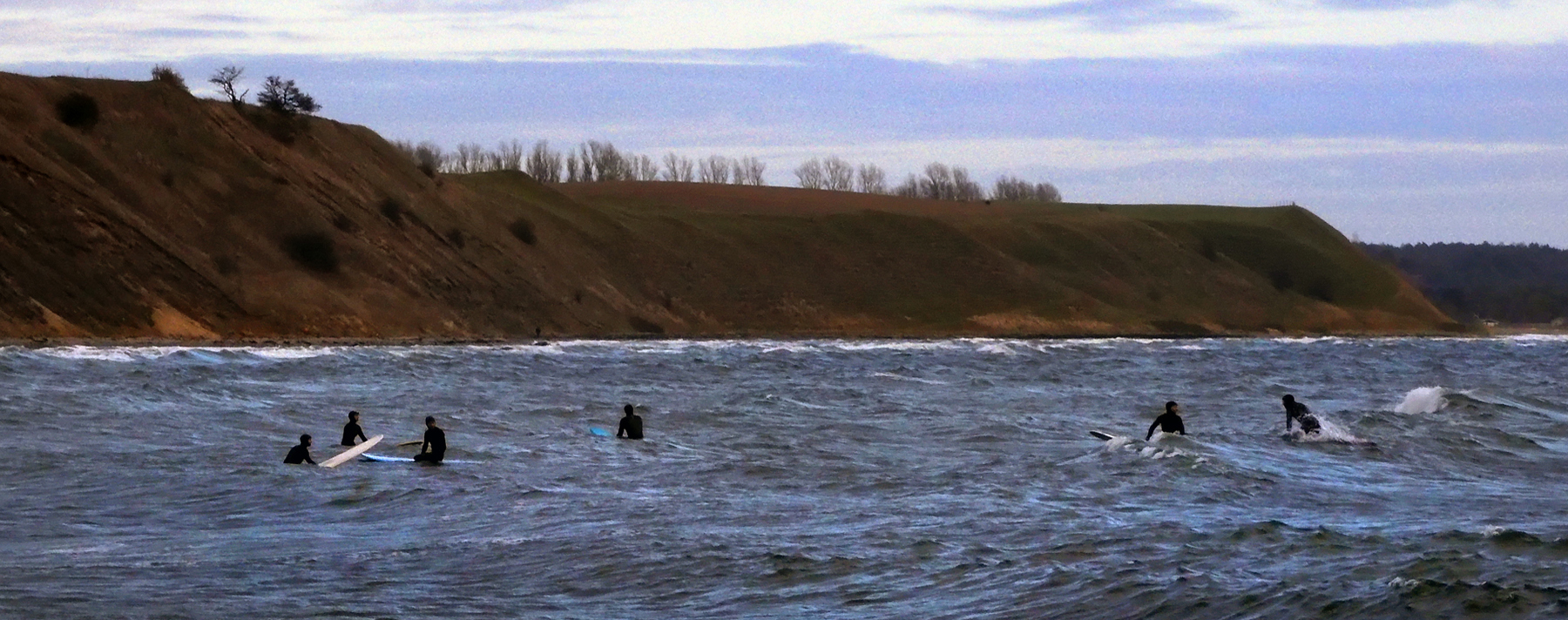
Surfaři
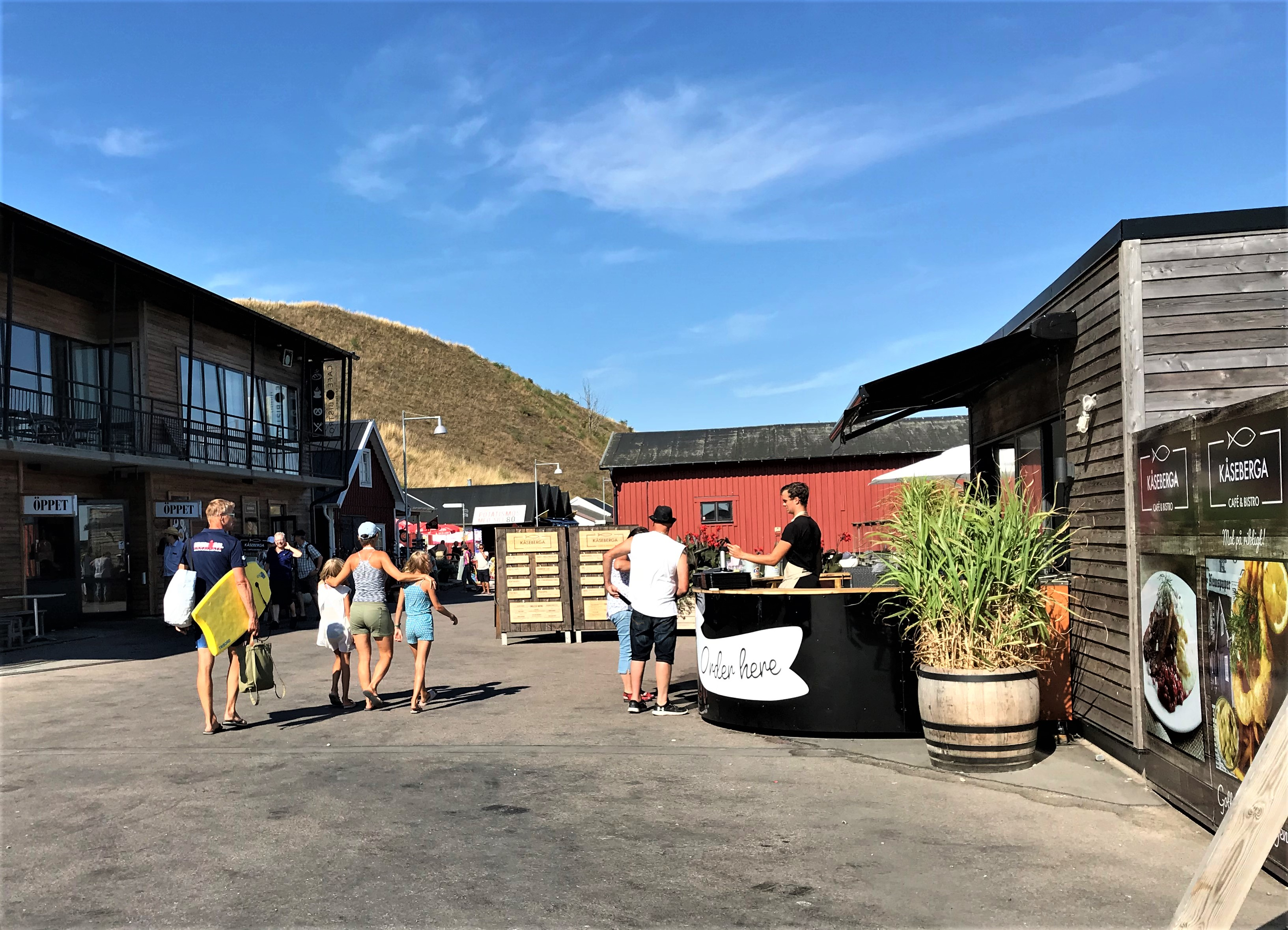
Ulice v přístavišti
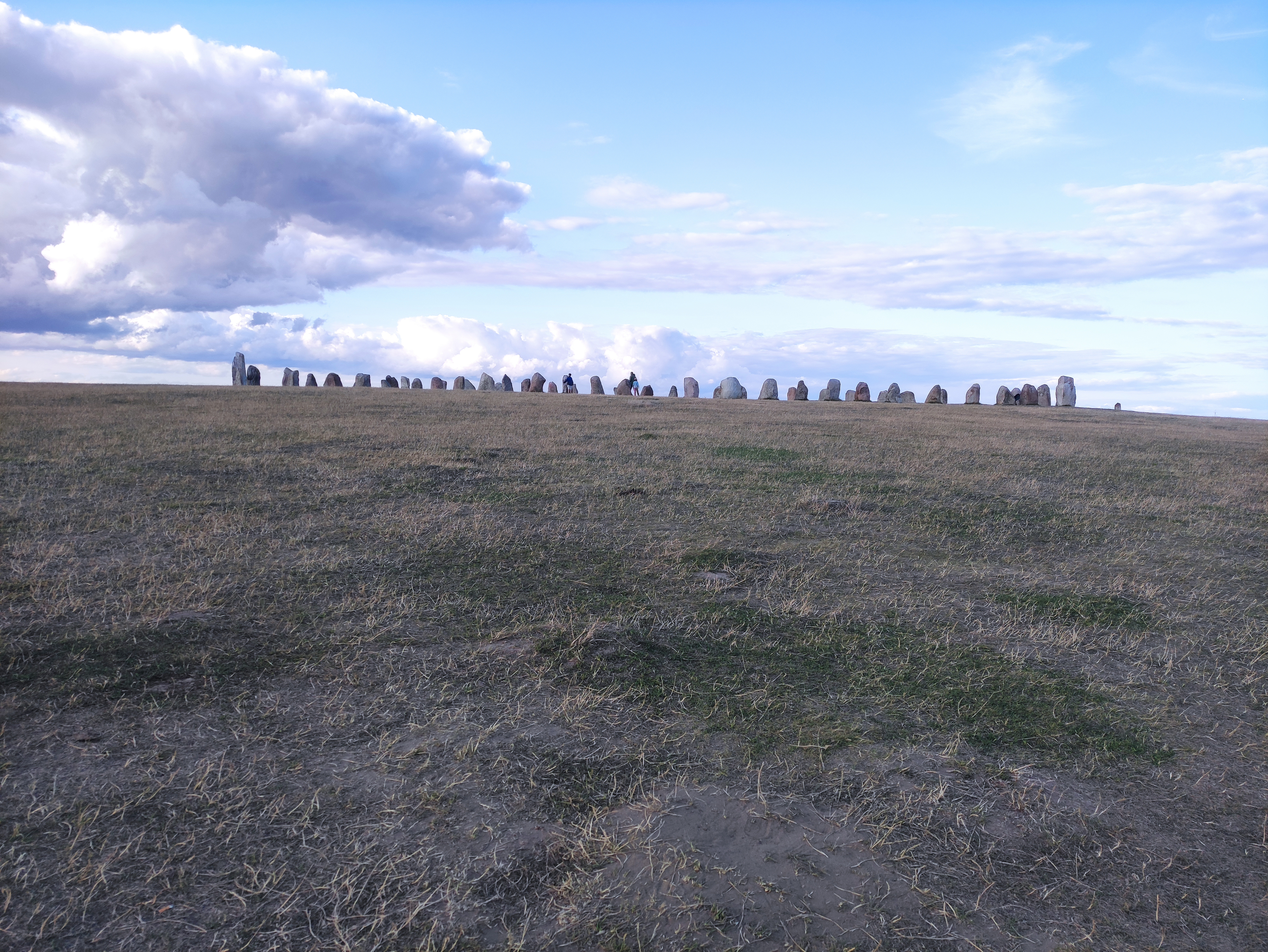
Ales stenar
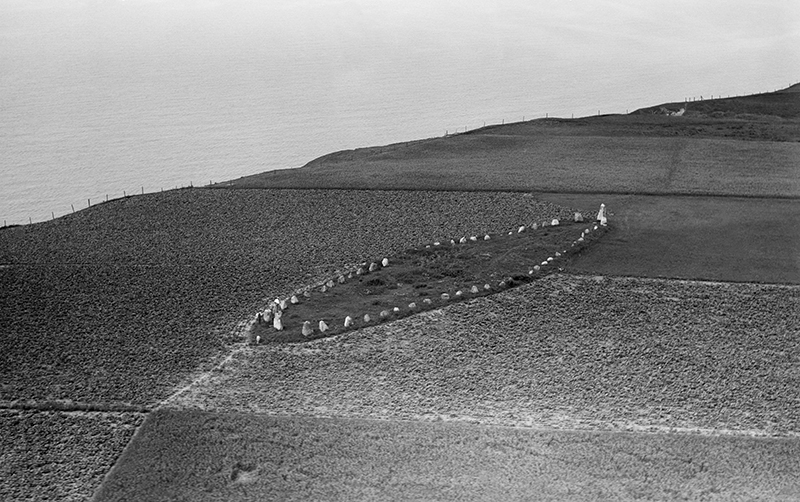
Ales stenar
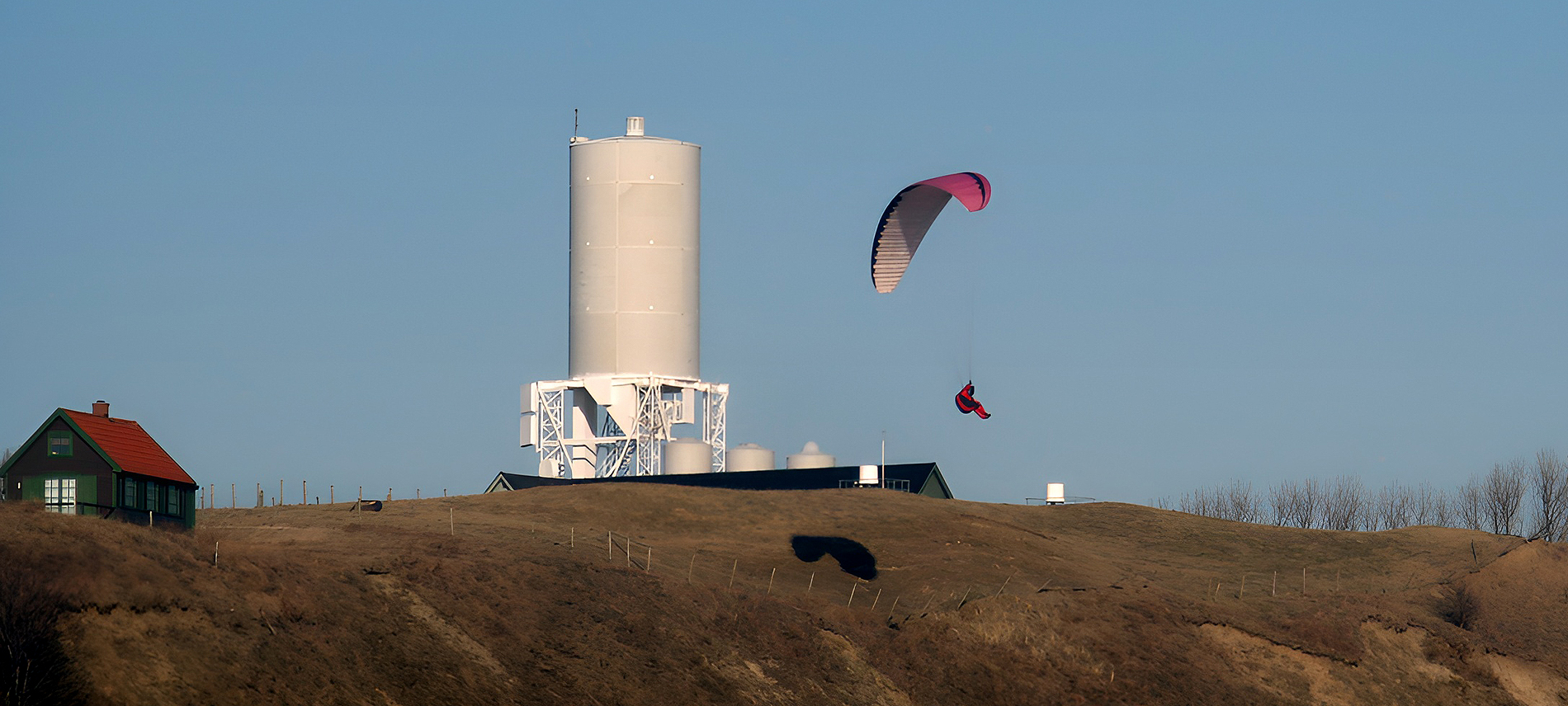
Vodojem a paragliding